# Championnat de France de hockey sur glace 1984-1985
Saison précédente Saison suivante
La saison 1984-1985 est la 64e saison du championnat de France de hockey sur glace. Le championnat élite porte le nom de Nationale A.

## Nationale A

### Équipes engagées
Elles sont au nombre de 12 : 
- Amiens
- Briançon
- Chamonix
- Français volants de Paris
- Gap
- Grenoble
- Caen
- Megève
- Saint-Gervais
- Tours
- Villard-de-Lans
- Viry-Châtillon

Megève est le champion en titre. Les Français volants sont les promus.

### Première phase
Toutes les équipes se rencontrent sur un aller-retour. Les résultats définissent la constitution des poules lors de la deuxième phase.

#### Classement
|     | Club            | J  | Pts | V  | N | D  | BP  | BC  | Diff |
| --- | --------------- | -- | --- | -- | - | -- | --- | --- | ---- |
| 1er | Saint-Gervais   | 22 | 38  | 19 | 0 | 3  | 148 | 95  | +53  |
| 2e  | Gap             | 22 | 33  | 16 | 1 | 5  | 160 | 108 | +52  |
| 3e  | Megève          | 22 | 32  | 14 | 4 | 4  | 143 | 95  | +48  |
| 4e  | FV Paris        | 22 | 29  | 14 | 1 | 7  | 138 | 113 | +25  |
| 5e  | Grenoble        | 22 | 28  | 12 | 4 | 6  | 132 | 96  | +36  |
| 6e  | Chamonix        | 22 | 26  | 12 | 2 | 8  | 140 | 115 | +25  |
| 7e  | Briançon        | 22 | 15  | 7  | 1 | 14 | 108 | 160 | -52  |
| 8e  | Villard-de-Lans | 22 | 15  | 6  | 3 | 13 | 102 | 123 | -21  |
| 9e  | Amiens          | 22 | 14  | 6  | 2 | 14 | 87  | 119 | -32  |
| 10e | Viry-Châtillon  | 22 | 12  | 4  | 4 | 14 | 92  | 109 | -17  |
| 11e | Caen            | 22 | 9   | 3  | 3 | 16 | 112 | 192 | -80  |
| 12e | Tours           | 22 | 8*  | 6  | 1 | 15 | 103 | 140 | -37  |

* dont 5 points de pénalité

#### Meilleurs marqueurs
|    | Nom                    | Club       | B  | A  | Pts |
| -- | ---------------------- | ---------- | -- | -- | --- |
| 1  | Franck Pajonkowski     | Megève     | 42 | 42 | 84  |
| 2  | André Peloffy          | St-Gervais | 25 | 44 | 69  |
| 3  | Roland Cloutier        | Gap        | 37 | 31 | 68  |
| 4  | Bohuslav Ebermann      | Grenoble   | 44 | 16 | 60  |
| 5  | Larry Skinner          | FV Paris   | 28 | 30 | 58  |
| 6  | Christophe Ville       | St-Gervais | 18 | 38 | 56  |
| 7  | Thierry Chaix          | Gap        | 27 | 28 | 55  |
| 8  | Guy Dupuis             | St-Gervais | 24 | 29 | 53  |
| 9  | Marcel Dumais          | Tours      | 20 | 32 | 52  |
| 10 | Gary Brown             | Grenoble   | 9  | 39 | 48  |
| 11 | Dennis Murphy          | Briançon   | 32 | 15 | 47  |
| 12 | Jean-Paul Farcy        | FV Paris   | 23 | 24 | 47  |
| 13 | Marc Audisio           | Tours      | 28 | 18 | 46  |
| 14 | Peter Almasy           | Gap        | 21 | 24 | 45  |
| 15 | Bernard Le Blond       | FV Paris   | 21 | 23 | 44  |
| 16 | Jean-René Tapia        | Caen       | 18 | 26 | 44  |
| 17 | Yves Crettenand        | Chamonix   | 27 | 16 | 43  |
|    | Raphaël Marciano       | Caen       | 27 | 16 | 43  |
| 19 | Franck Ganis           | St-Gervais | 26 | 17 | 43  |
| 20 | Dominique Jolly-Pottuz | Megève     | 14 | 29 | 43  |

### Deuxième phase
Deux poules sont constituées : 
- une poule finale regroupant les 6 meilleures équipes de la phase préliminaire, qui se rencontrent à nouveau en aller-retour. Les points de la première phase sont conservés. L'équipe première au classement final est championne de France.
- une poule de promotion/relégation regroupant les 6 équipes restantes et se rencontrant également en aller-retour. Le club arrivant dernier au classement final est reléguée en Nationale B la saison suivante.

#### Poule Finale
Classement cumulé avec la phase préliminaire :
|     | Club             | J  | Pts | V  | N | D  | BP  | BC  | Diff |
| --- | ---------------- | -- | --- | -- | - | -- | --- | --- | ---- |
| 1er | Saint-Gervais    | 32 | 52  | 25 | 2 | 5  | 208 | 136 | +72  |
| 2e  | Megève           | 32 | 45  | 20 | 5 | 7  | 196 | 133 | +63  |
| 3e  | Gap              | 32 | 44  | 20 | 4 | 8  | 211 | 154 | +57  |
| 4e  | Français Volants | 32 | 42  | 20 | 2 | 10 | 196 | 149 | +47  |
| 5e  | Chamonix         | 32 | 32  | 15 | 2 | 15 | 174 | 187 | -13  |
| 6e  | Grenoble         | 32 | 31  | 13 | 5 | 14 | 161 | 148 | +13  |

#### Meilleurs marqueurs
|   | Nom            | Club       | B  | A  | Pts |
| - | -------------- | ---------- | -- | -- | --- |
| 1 | Larry Skinner  | FV Paris   | 15 | 11 | 26  |
| 2 | Guy Dupuis     | St-Gervais | 13 | 13 | 26  |
| 3 | André Peloffy  | St-Gervais | 13 | 8  | 21  |
| 4 | Daniel Lecours | Megève     | 10 | 7  | 17  |

### Poule de Promotion/Relégation
|     | Club            | J  | Pts | V  | N | D  | BP  | BC  | Diff |
| --- | --------------- | -- | --- | -- | - | -- | --- | --- | ---- |
| 7e  | Villard-de-Lans | 32 | 25  | 10 | 5 | 17 | 158 | 179 | -21  |
| 8e  | Viry-Châtillon  | 32 | 25  | 10 | 5 | 17 | 152 | 162 | -10  |
| 9e  | Amiens          | 32 | 24  | 11 | 2 | 19 | 137 | 169 | -32  |
| 10e | Briançon        | 32 | 24  | 11 | 2 | 19 | 186 | 226 | -40  |
| 11e | Tours           | 32 | 19  | 10 | 4 | 18 | 176 | 208 | -32  |
| 12e | Caen            | 32 | 16  | 6  | 4 | 22 | 166 | 270 | -104 |

Caen, repêché la saison précédente, est finalement relégué en Nationale B.

### Bilan de la saison
Saint Gervais récupère son titre, son cinquième en cumulé.
- Meilleur pointeur (trophée Charles-Ramsay) : Franck Pajonkowski (Megève)
- Meilleur joueur (trophée Albert-Hassler) : Thierry Chaix (Gap) et Yves Crettenand (Chamonix)
- Meilleur espoir (trophée Jean-Pierre-Graff) : Serge Djelloul (Megève)
- Meilleur gardien (trophée Jean-Ferrand) : Frédérick Maleltroit (Amiens)
- Joueur le plus fair-play (trophée Raymond-Dewas) : Roland Cloutier (Gap)
- Équipe la plus fair-play (trophée Marcel-Claret) : Villard-de-Lans

## Nationale B
La saison 1984-1985 est la 13e saison du championnat de France de hockey sur glace de deuxième niveau national Français qui porte le nom de Nationale B.

### Équipes engagées

#### Poule nord
- Asnières
- Boulogne-Billancourt
- Courbevoie
- Dunkerque
- Orléans
- Rouen
- Strasbourg
- Viry-Châtillon 2

#### Poule sud
- Anglet
- Annecy
- Dijon
- Limoges
- Lyon
- Méribel
- Nice
- Pralognan

### Première Phase - Poule Nord

#### Scores
| Équipes    | Asnières | Boulogne | Courbevoie | Dunkerque | Orléans | Rouen | Strasbourg | Viry 2 |
| ---------- | -------- | -------- | ---------- | --------- | ------- | ----- | ---------- | ------ |
| Asnières   |          | 6–4      | 4–13       | 6–9       | 4–5     | 4–10  | 9–6        | 3–2    |
| Boulogne   | 9–13     |          | 10–11      | 6–21      | 13–6    | 6–11  | 0–5        | 5–6    |
| Courbevoie | 6–12     | 14–3     |            | 13–7      | 19–5    | 4–13  | 9–8        | 11–2   |
| Dunkerque  | 12–6     | 10–5     | 7–13       |           | 5–5     | 2–10  | 10–7       | 7–2    |
| Orléans    | 6–7      | 7–3      | 8–10       | 7–10      |         | 4–7   | 5–9        | 9–6    |
| Rouen      | 12–0     | 14–6     | 10–7       | 10–3      | 10–6    |       | 8–4        | 15–0   |
| Strasbourg | 12–2     | 15–6     | 6–6        | 11–7      | 8–5     | 2–8   |            | 19–0   |
| Viry 2     | 2–18     | 6–10     | 6–13       | 3–9       | 2–6     | 1–14  | 3–10       |        |

#### Classement
| # | Club       | Joués | V  | N | D  | bp-bc   | +/-  | Points |
| - | ---------- | ----- | -- | - | -- | ------- | ---- | ------ |
| 1 | Rouen      | 14    | 14 | 0 | 0  | 152-49  | +103 | 28     |
| 2 | Courbevoie | 14    | 10 | 1 | 3  | 149-93  | +48  | 21     |
| 3 | Strasbourg | 14    | 8  | 1 | 5  | 122-78  | +44  | 17     |
| 4 | Dunkerque  | 14    | 8  | 1 | 5  | 119-104 | +15  | 17     |
| 5 | Asnières   | 14    | 7  | 0 | 7  | 94-108  | -14  | 14     |
| 6 | Orléans    | 14    | 4  | 1 | 9  | 84-113  | -29  | 9      |
| 7 | Boulogne   | 14    | 2  | 0 | 12 | 86-140  | -54  | 4      |
| 8 | Viry 2     | 14    | 1  | 0 | 13 | 41-149  | -108 | 2      |

Rouen, Courbevoie, Strasbourg et Dunkerque accèdent aux Play-Off.
Asnières, Orléans, Boulogne et Viry 2 sont contraints de jouer les Play-Down.

### Première Phase - Poule Sud

#### Scores
| Équipes   | Anglet | Annecy | Dijon | Limoges | Lyon | Méribel | Nice | Pralognan |
| --------- | ------ | ------ | ----- | ------- | ---- | ------- | ---- | --------- |
| Anglet    |        | 7–7    | 11–5  | 8–3     | 11–7 | 15–4    | 8–5  | 14–1      |
| Annecy    | 5–3    |        | 15–7  | 2–3     | 8–6  | 18–1    | 9–2  | 5–7       |
| Dijon     | 4–4    | 5–8    |       | 8–4     | 12–5 | 15–8    | 6–8  | 7–4       |
| Limoges   | 6–9    | 3–9    | 20–4  |         | 9–3  | 16–4    | 8–10 | 9–8       |
| Lyon      | 3–5    | 7–8    | 7–5   | 10–5    |      | 10–7    | 4–3  | 7–2       |
| Méribel   | 3–9    | 6–9    | 6–8   | 9–5     | 5–8  |         | 7–2  | 3–5       |
| Nice      | 9–4    | 5–5    | 9–6   | 2–6     | 5–4  | 4–4     |      | 5–5       |
| Pralognan | 5–8    | 0–8    | 4–13  | 3–7     | 2–7  | 4–8     | 2–10 |           |

#### Classement
| # | Club      | Joués | V  | N | D  | bp-bc   | +/- | Points |
| - | --------- | ----- | -- | - | -- | ------- | --- | ------ |
| 1 | Annecy    | 14    | 10 | 2 | 2  | 116-62  | +54 | 22     |
| 2 | Anglet    | 14    | 10 | 2 | 2  | 116-67  | +49 | 22     |
| 3 | Nice      | 14    | 6  | 3 | 5  | 79-78   | +1  | 15     |
| 4 | Limoges   | 14    | 7  | 0 | 7  | 104-84  | +20 | 14     |
| 5 | Lyon      | 14    | 7  | 0 | 7  | 88-87   | +1  | 14     |
| 6 | Dijon     | 14    | 6  | 1 | 7  | 105-113 | -8  | 13     |
| 7 | Méribel   | 14    | 3  | 1 | 10 | 75-128  | -53 | 7      |
| 8 | Pralognan | 14    | 2  | 1 | 11 | 47-121  | -64 | 5      |

Annecy, Anglet, Nice et Limoges accèdent aux Play-Off.
Lyon, Dijon, Méribel et Pralognan sont contraints de jouer les Play-Downs.

### Seconde Phase - Play-Off
Les quatre premiers de la poule nord rejoignent les quatre premiers de la poule sud. Ils se rencontrent en matchs aller et retour (14 matchs). Le premier est promu en Nation ale A, le second joue un match de barrage pour y accéder en affrontant le vainqueur de la poule de maintien de cette même ligue. Les équipes classées de la 3e à la 8e place restent en Nationale B.

#### Scores
| Équipes    | Anglet | Annecy | Courbevoie | Dunkerque | Limoges | Nice | Rouen | Strasbourg |
| ---------- | ------ | ------ | ---------- | --------- | ------- | ---- | ----- | ---------- |
| Anglet     |        | –      | 3–6        | –         | 4–4     | –    | 8–13  | 12–4       |
| Annecy     | –      |        | –          | 3–4       | –       | 9–5  | 5–6   | –          |
| Courbevoie | –      | –      |            | 17–3      | –       | 10–6 | 2–15  | –          |
| Dunkerque  | –      | –      | 9–3        |           | –       | –    | 3–8   | –          |
| Limoges    | 4–7    | –      | –          | 9–6       |         | –    | 5–4   | –          |
| Nice       | –      | 3–7    | –          | –         | –       |      | 1–12  | –          |
| Rouen      | 8–1    | 12–2   | 15–5       | 11–7      | 10–3    | 10–5 |       | 10–5       |
| Strasbourg | –      | –      | –          | –         | –       | 16–3 | 4–9   |            |

#### Classement
| # | Club       | Joués | V  | N | D  | bp-bc   | +/- | Points |
| - | ---------- | ----- | -- | - | -- | ------- | --- | ------ |
| 1 | Rouen      | 14    | 13 | 0 | 1  | 143-56  | +87 | 26     |
| 2 | Limoges    | 14    | 8  | 1 | 5  | 84-87   | -3  | 17     |
| 3 | Courbevoie | 14    | 8  | 1 | 5  | 108-102 | +6  | 17     |
| 4 | Dunkerque  | 14    | 7  | 0 | 7  | 103-120 | -17 | 14     |
| 5 | Anglet     | 14    | 5  | 2 | 7  | 102-99  | +3  | 12     |
| 6 | Annecy     | 14    | 5  | 1 | 8  | 80-97   | -17 | 11     |
| 7 | Strasbourg | 14    | 5  | 0 | 9  | 115-110 | +5  | 10     |
| 8 | Nice       | 14    | 2  | 1 | 11 | 75-138  | -63 | 5      |

### Seconde Phase - Play-Down
Les quatre derniers des deux poules se rejoignent et se rencontrent en matchs aller-retour (14 matchs). Les quatre premiers se maintiennent en Nationale B. Le cinquième joue un barrage de maintien face au second de Nationale C tandis que les trois derniers sont automatiquement relégués en Nationale C.

#### Scores
| Équipes   | Asnières | Boulogne | Dijon | Lyon | Méribel | Orléans | Pralognan | Viry 2 |
| --------- | -------- | -------- | ----- | ---- | ------- | ------- | --------- | ------ |
| Asnières  |          | 16–3     | 8–3   | 7–8  | 2–3     | 5–8     | –         | F      |
| Boulogne  | 8–3      |          | 4–6   | 10–4 | 5–0     | 8–7     | F         | F      |
| Dijon     | 9–3      | 14–9     |       | 7–16 | 8–7     | 8–6     | 4–2       | F      |
| Lyon      | 9–2      | 13–7     | 6–5   |      | 18–9    | 5–12    | 13–4      | F      |
| Méribel   | 8–6      | 8–8      | 5–0   | 5–15 |         | 5–0     | –         | F      |
| Orléans   | 8–12     | 15–10    | 13–6  | 14–6 | 10–2    |         | F         | F      |
| Pralognan | –        | –        | F     | 7–8  | F       | –       |           | F      |
| Viry 2    | F        | F        | F     | F    | F       | F       | F         |        |

- F=Forfait

#### Classement
| # | Club      | Joués   | V       | N       | D       | bp-bc   | +/-     | Points  |
| - | --------- | ------- | ------- | ------- | ------- | ------- | ------- | ------- |
| 1 | Lyon      | 10      | 7       | 0       | 3       | 100-78  | +22     | 14      |
| 2 | Orléans   | 10      | 6       | 0       | 4       | 93-67   | +26     | 12      |
| 3 | Dijon     | 10      | 5       | 0       | 5       | 66-77   | -11     | 10      |
| 4 | Boulogne  | 10      | 4       | 1       | 5       | 72-86   | -14     | 9       |
| 5 | Méribel   | 10      | 4       | 1       | 5       | 52-72   | -20     | 9       |
| 6 | Asnières  | 10      | 3       | 0       | 7       | 64-67   | -3      | 6       |
| 7 | Pralognan | Forfait | Forfait | Forfait | Forfait | Forfait | Forfait | Forfait |
| 8 | Viry 2    | Forfait | Forfait | Forfait | Forfait | Forfait | Forfait | Forfait |

## Nationale C
La saison 1984-1985 du 3e niveau national est la dernière sous l'appellation Nationale C.